# 小鳞尾松鼠属
小鳞尾松鼠属（学名：Idiurus）是啮齿目鳞尾松鼠科的一属，现仅存2种：
- 长耳鳞尾松鼠（Idiurus macrotis）
- 喀麦隆鳞尾松鼠（Idiurus zenkeri）